# Madonna del Pilone (Torino)
Madonna del Pilone (Madòna dël Pilon in piemontese) è un quartiere pre-collinare e collinare della Circoscrizione 7 di Torino, al confine nord-orientale della città.
Prende il nome dall'omonima chiesa di Corso Casale, 195, eretta dopo il miracolo del 29 aprile 1644.
All'epoca, era presente soltanto un piccolo mulino sul fiume Po, detto delle catene, una cappella e un piccolo pilone votivo dedicato alla Vergine Annunziata. Una bambina, di nome Margherita Molar, entrò imprudentemente nel mulino, cadendo così nelle acque impetuose del Po. La madre, disperata, invocò quindi l'aiuto della Vergine del pilone, e la piccola fu miracolosamente sollevata dai vortici delle acque quindi tratta in salvo da una barca. Grazie all'aiuto dell'allora reggente Maria Cristina di Francia, l'anno dopo fu eretto qui un primitivo santuario, con facciata di scuola barocca castellamontiana, per poi essere ampliato ancora nel 1779 e nel 1807. Vi fu poi un rifacimento nel 1817 e una importante ristrutturazione dopo l'esondazione del Po del 1994.

## Territorio
Confina a nord col quartiere di Borgata Sassi (Strada Fenestrelle), a sud coi quartieri Borgo Po e Cavoretto (Corso Gabetti - Strada Val San Martino), a est con le frazioni Reaglie, Mongreno e Tetti Bertoglio di Torino (fino ai confini con il Parco Naturale della Collina di Superga e con Pino Torinese) e a ovest con il fiume Po, che lo delimita con i quartieri Borgo Vanchiglia / Vanchiglietta, attraverso il Ponte Sassi e la passerella ciclopedonale Chiaves.

## Storia
Dal XVI secolo la storia del quartiere resta indissolubilmente legata alla chiesa della Madonna del Pilone. Precedentemente, tutta questa zona, di carattere prettamente boschivo e selvaggio, era distinta semplicemente in Valle San Martino (attuali Piazza Borromini-Corso Gabetti-Piazza Hermada), Valpiana, via via in collina fino a Mongreno e Superga. Nei secoli successivi, la zona collinare fu gradualmente popolata da ville, case residenziali e piccole strutture religiose. Ancor oggi, percorrendo le tortuose Strada Valpiana e Strada Val San Martino, si possono ammirare le residenze di pregio, ad esempio, di villa Galligaris, Salviati, Musy, Maria-Carignano, Cossavella, Paradiso, Berne, Mossetto.
A metà del XIX secolo, la cinta daziaria torinese era delimitata dalla cosiddetta Barriera di Casale, ovvero l'attuale Piazzetta Francesco Borromini, che dava accesso al vicino quartiere Borgo Po. È di questo periodo anche la costruzione del ponte sul fiume come collegamento con Vanchiglietta (Corso Regina Margherita), poi interamente rifatto in cemento armato nel 1972. 

Verso la fine dello stesso secolo, in questo quartiere, così come in molti altri, furono costruiti alcuni edifici in elegante Liberty torinese, uno per tutti la graziosa torretta all'angolo con Corso Gabetti.
Nel 1920 poi, su progetto di Vittorio Ballatore di Rosana (lo stesso architetto dell'antico Stadium in quartiere Crocetta) fu eretto, in Corso Casale, 144, un piccolo stadio. La struttura però, fu ritenuta non idonea per delle grandi manifestazioni, pertanto, nel 1938, fu ceduta all'Unione Velocipedistica, da cui il successivo nome di "motovelodromo". Nel settembre 1990, fu rinominato Motovelodromo Fausto Coppi, per il trentennale della morte del noto ciclista. Da allora, è diventato sede di sporadiche esposizioni o di aree mercatali; in occasione dei Giochi olimpici invernali 2006 fu anche sede temporanea degli atleti tedeschi (Casa Turingia) 
.

## Altri monumenti e luoghi d'interesse
- Chiesa ortodossa russa di San Massimo, in Strada Comunale Val San Martino 7, a pochi passi da Piazza Hermada. L'imponente edificio nacque in stile eclettico su progetto di Giuseppe Gallo, nel periodo 1893-1897. Faceva parte del comprensorio Villa Angelica, posto sul retro, convento della Congregazione delle Suore di Nostra Signora di Carità del Buon Pastore, e fu dedicata al Santissimo Redentore. Dal 2001, è in gestione ufficiale alla Patriarcato Ortodosso russo di Torino, e dedicata a san Massimo[2]
- Fondazione Difesa del Fanciullo di Strada Valpiana, 31-37, già villa Bernuzzi-Boma alla fine del XIX secolo, fu poi donata al magistrato Giuseppe Cesare Pola Falletti di Villafalletto, al fine di istituire un centro di accoglienza per minori.[3] L'istituto fu poi seguito da Luigi Morgando, quindi inglobato nel 1991 nella più ampio contesto socio-assistenziale dei minori della "Cooperativa Valpiana"
- Casa di Emilio Salgari, ultima dimora del noto scrittore che si suicidò proprio nei boschi di questo quartiere nel 1911. In corso Casale, 205, una grande targa indica la finestra del suo alloggio
- Monumento a Fausto Coppi, in Corso Casale all'altezza di Piazza Carrara, piccola statua del 2002 di Giuseppe Tarantino, dedicato allo storico ciclista, nell'atto di alzare le mani vittorioso, a cavallo di una bicicletta. Di fianco al monumento è presente la lapide commemorativa a Serse Coppi, fratello del campionissimo, morto durante una gara a seguito di una caduta nelle vicinanze
- Passerella ciclopedonale Chiaves sul fiume Po, che unisce Piazza Chiaves in Vanchiglietta con Piazza Carrara, costituendo collegamento tra i percorsi ciclabili delle due sponde del fiume, costruita nel 2005 ed in ristrutturazione nel 2020
- Il Comune di Torino intitolò il 19 ottobre 2016 il giardino di Piazza Cavalcanti al campione di ciclismo Gino Bartali, ricordando nella targa il titolo ottenuto di "Giusto tra le Nazioni" per l'impegno profuso durante la seconda guerra mondiale a favore della popolazione ebrea[4]
- Precollinear Park, lungo il confine con Borgo Po: parco lineare di rigenerazione urbana
- Il Calcina, edificio rurale e civile di valore documentario e ambientale, al cui interno ospita una struttura termale di acqua ferruginosa risalente alla seconda metà dell'Ottocento[5][6]

## Galleria d'immagini

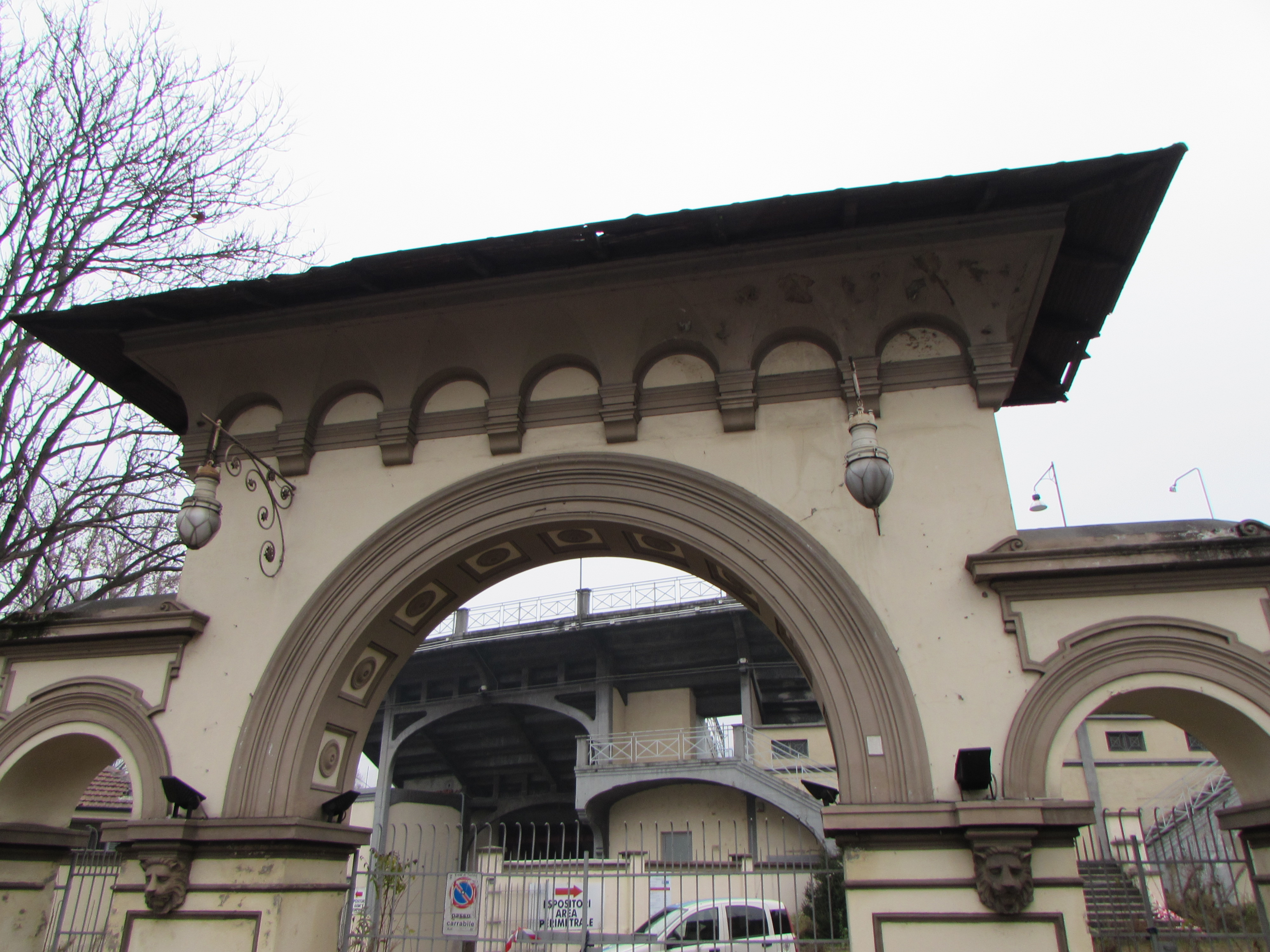
Arco ingresso Motovelodromo
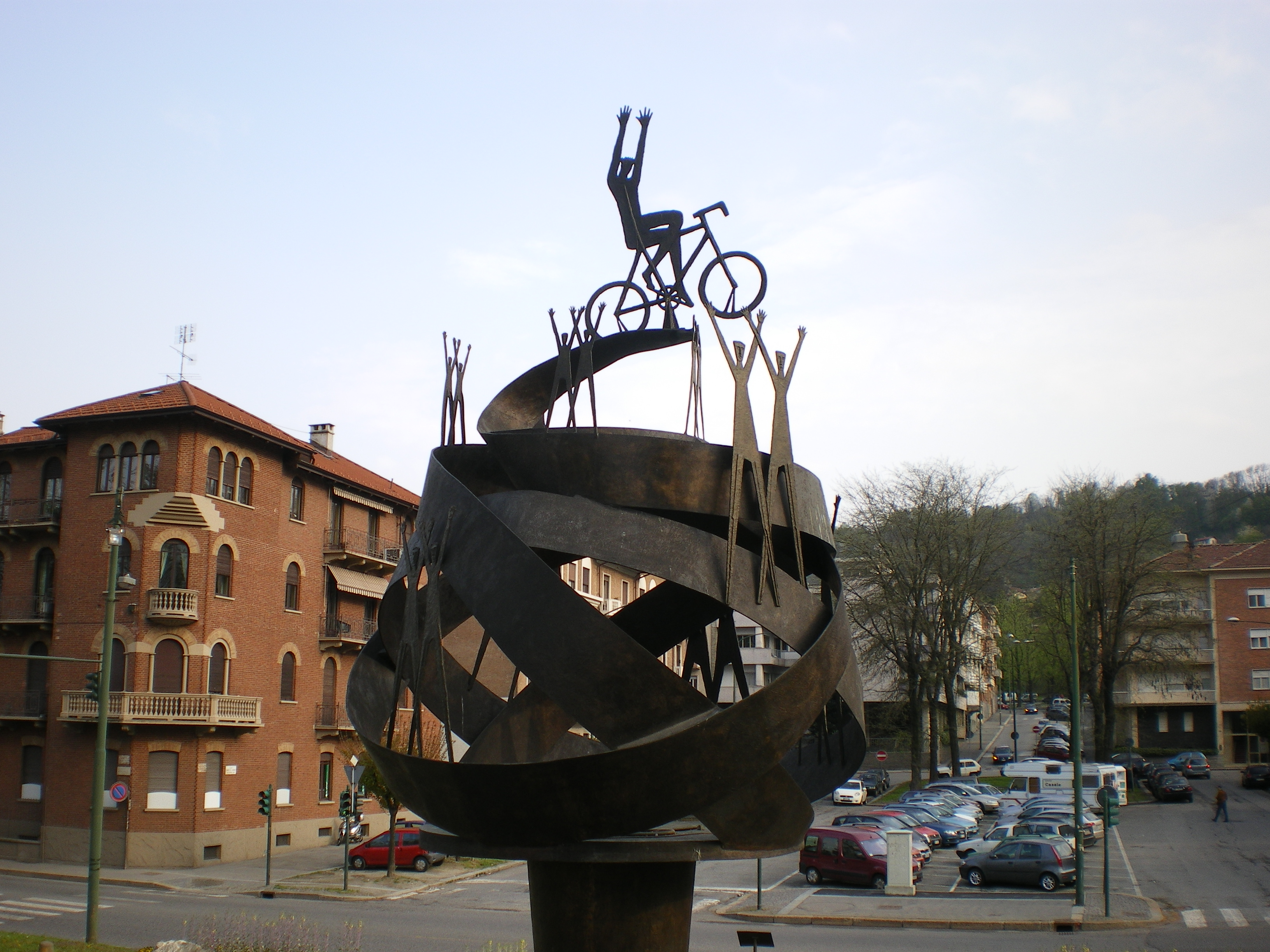
Monumento a Fausto Coppi, in corso Casale, nei pressi del motovelodromo
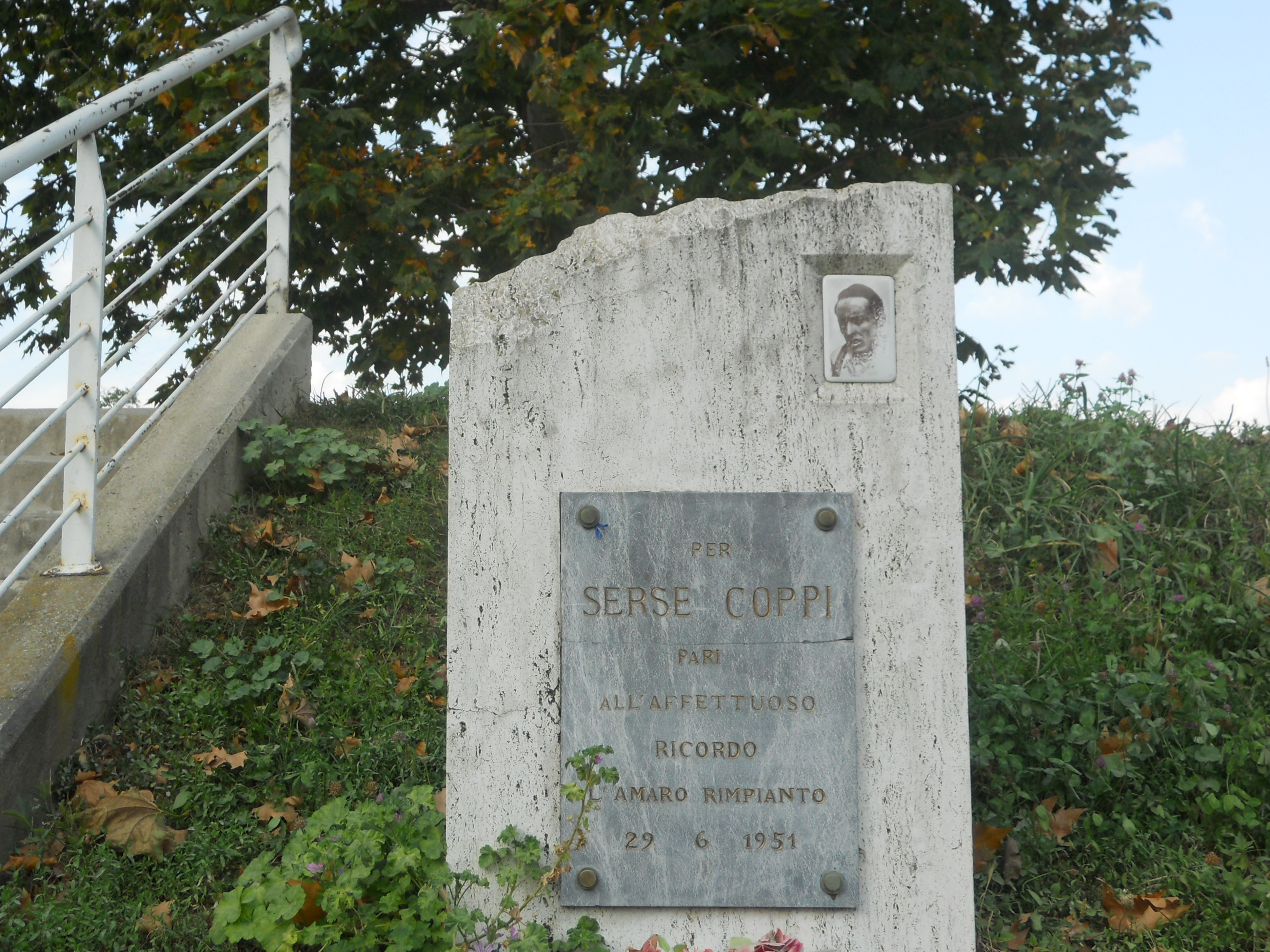
Lapide Serse Coppi
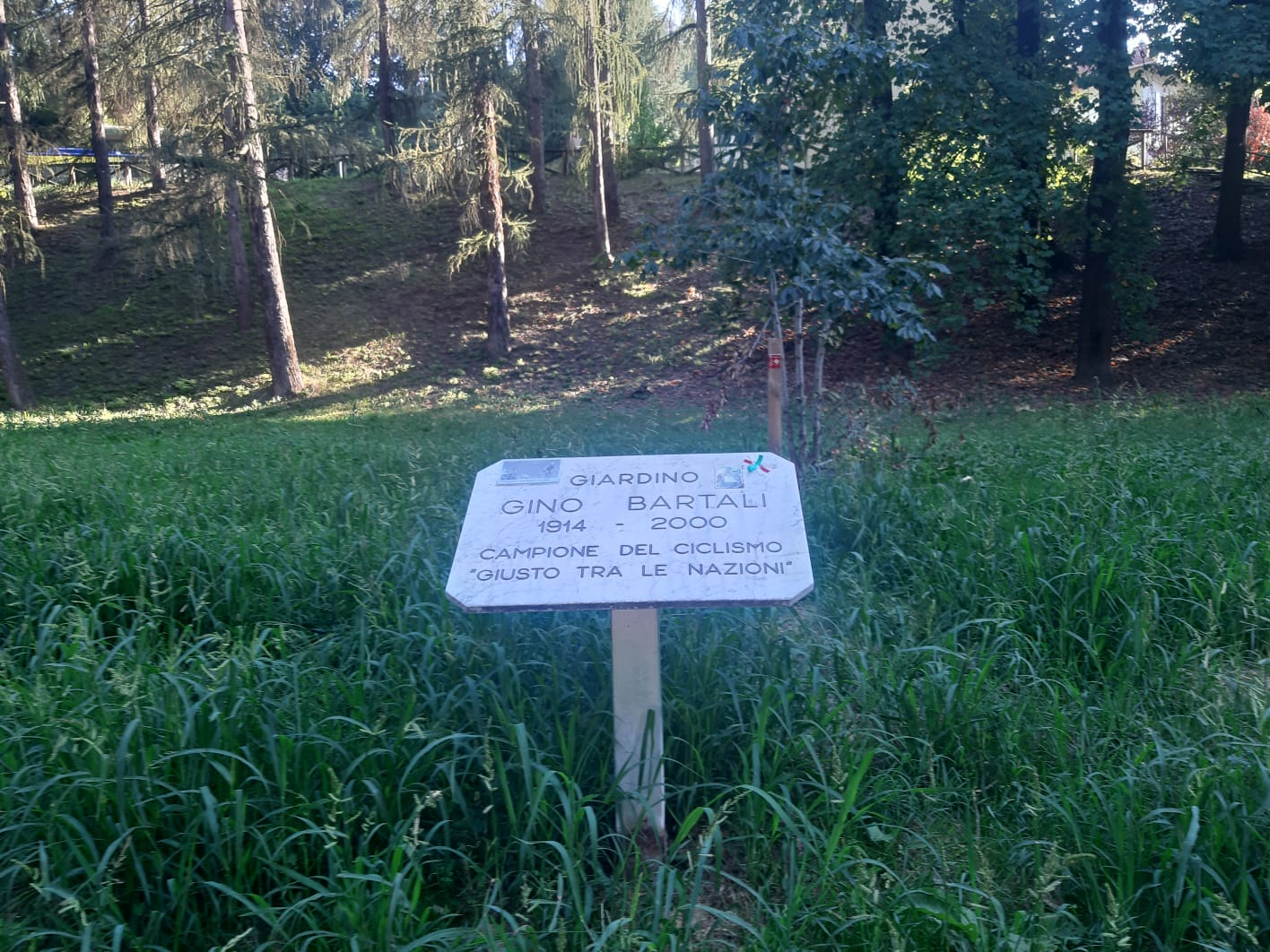
Targa giardino Gino Bartali
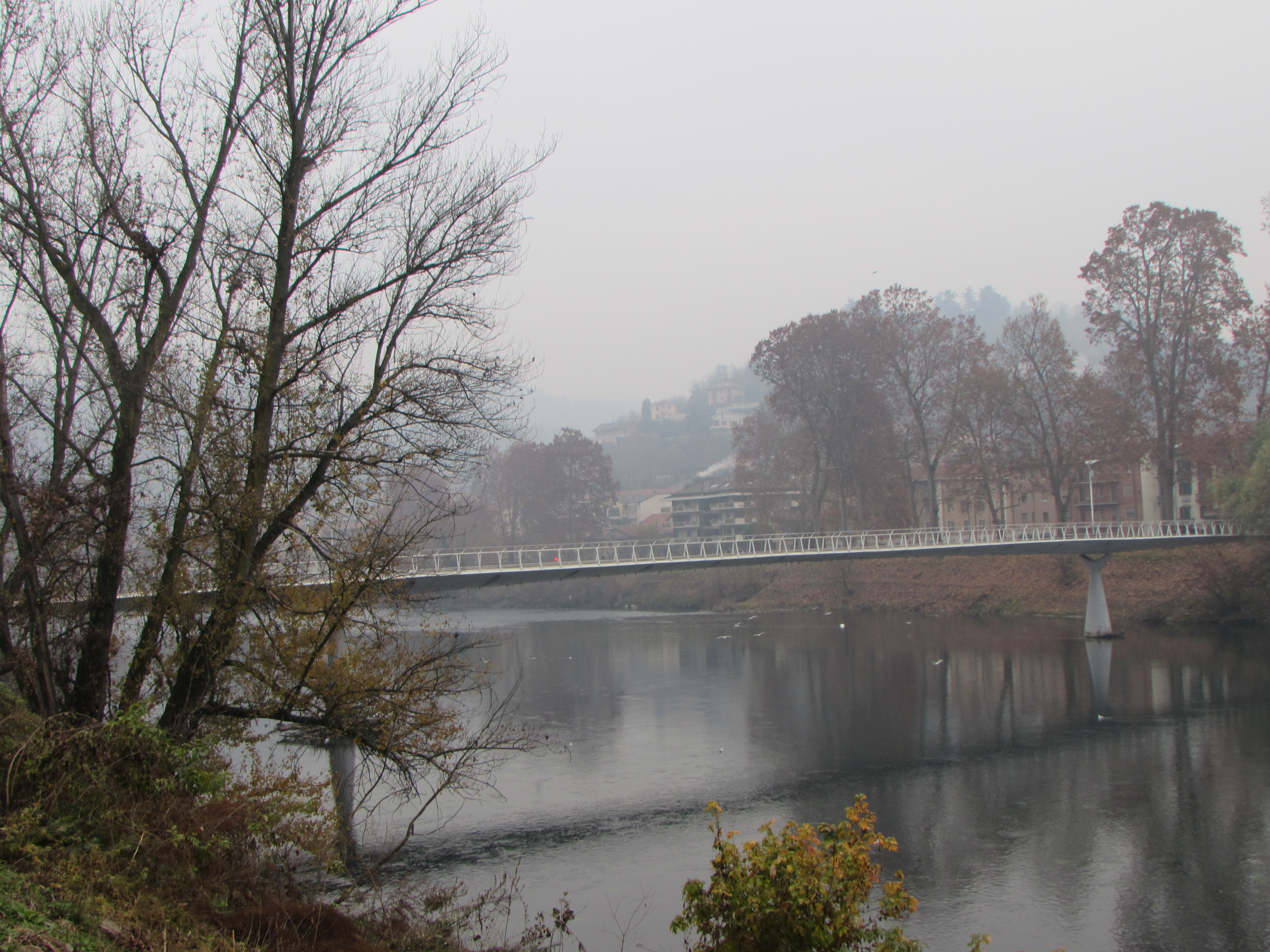
Passerella ciclopedonale Chiaves
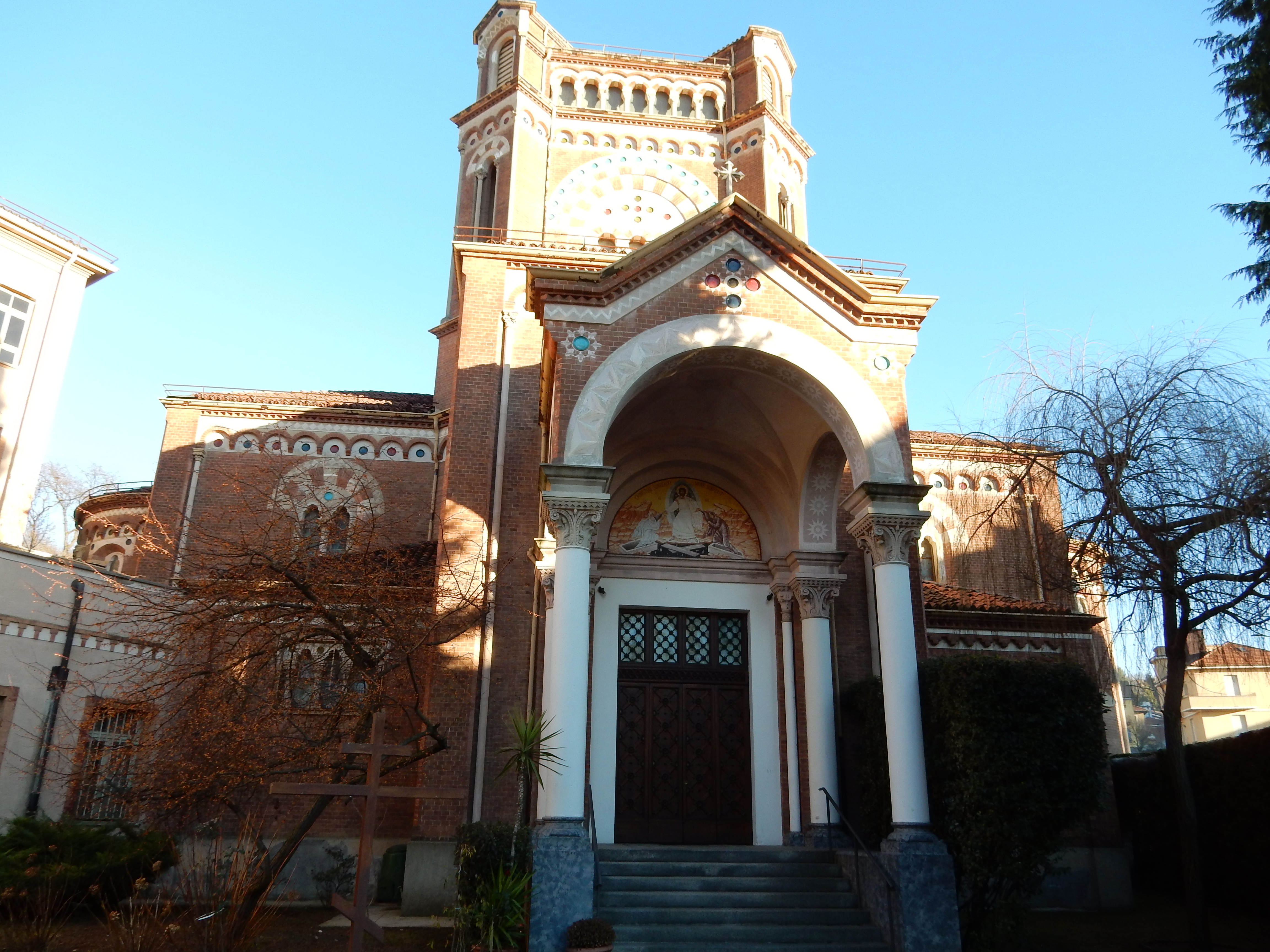
Chiesa ortodossa russa di San Massimo
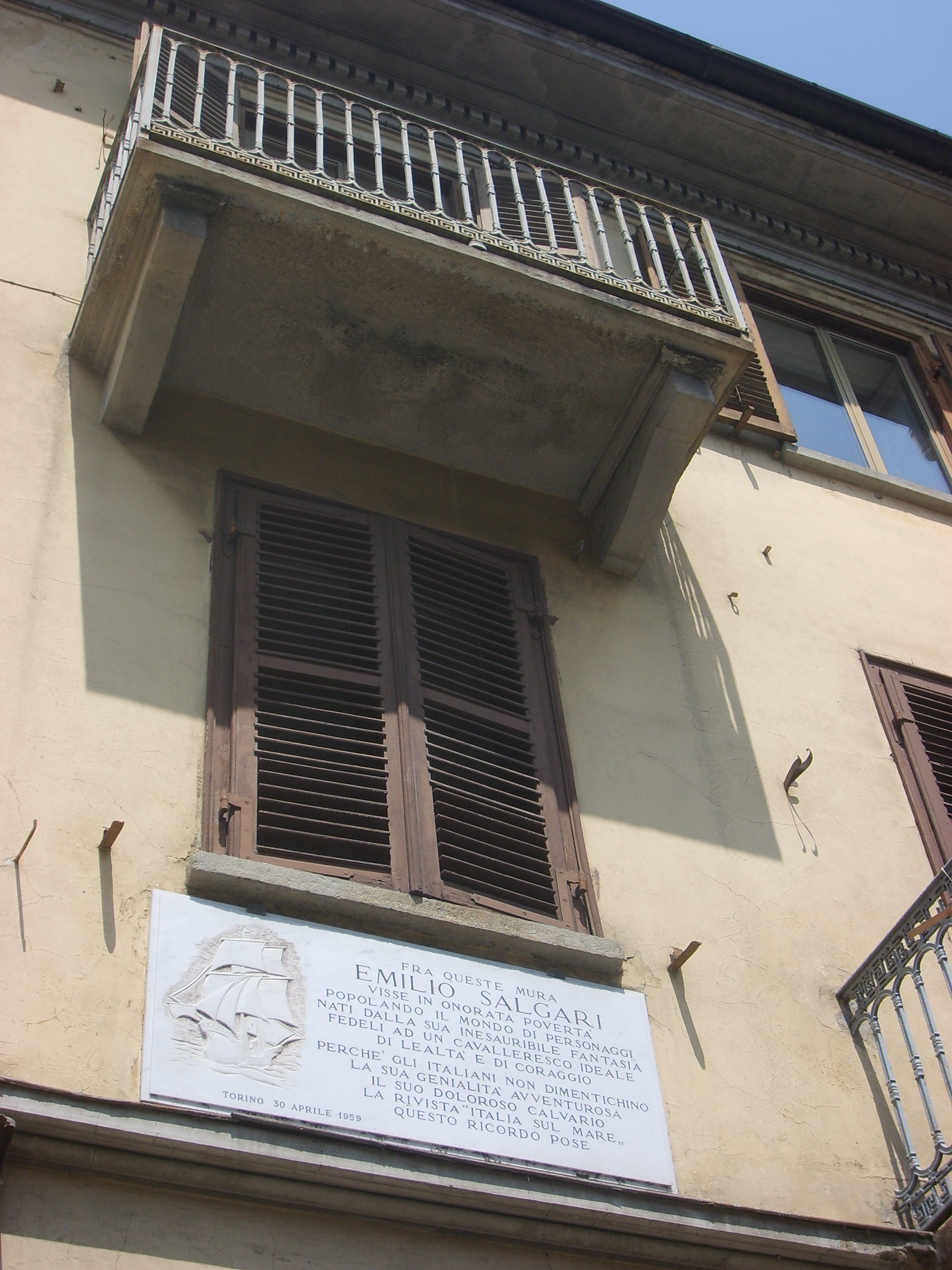
L'ultima dimora di Emilio Salgari a Torino in Corso Casale 205, con la targa commemorativa